# Campeonato Europeu de Atletismo em Pista Coberta de 2013 - Heptatlo masculino
A prova do heptatlo masculino do Campeonato Europeu de Atletismo em Pista Coberta de 2013 foi disputada entre os dias 1 e 3 de março de 2013 no Scandinavium em Gotemburgo, Suécia. 

## Recordes
Antes desta competição, os recordes mundiais e do campeonato nesta prova eram os seguintes:
|                       | Nome         | Nacionalidade  | Pontos   | Local     | Data                    |
| --------------------- | ------------ | -------------- | -------- | --------- | ----------------------- |
| Recorde mundial       | Ashton Eaton | Estados Unidos | 6568 pts | Tallinn   | 6 de fevereiro de 2011  |
| Recorde do campeonato | Tomáš Dvořák | Chéquia        | 6424 pts | Gante     | 26 de fevereiro de 2000 |
| Recorde europeu       | Roman Šebrle | Chéquia        | 6438 pts | Budapeste | 7 de março de 2004      |

## Medalhistas
| Ouro                     | Prata             | Bronze             |
| Eelco Sintnicolaas (NED) | Kevin Mayer (FRA) | Mihail Dudaš (SRB) |

## Cronograma
Todos os horários são locais (UTC+2).
| Data       | Hora  | Evento                  |
| ---------- | ----- | ----------------------- |
| 2 de março | 12:50 | 60 metros               |
| 2 de março | 13:45 | Salto em distância      |
| 2 de março | 16:50 | Arremesso de peso       |
| 2 de março | 18:00 | Salto em altura         |
| 3 de março | 11:00 | 60 metros com barreiras |
| 3 de março | 11:58 | Salto com vara          |
| 3 de março | 17:45 | 1000 metros             |

## Resultados

### 60 metros
A prova ocorreu dia 2 de março ás 12:50.
| Posição | Bateria | Atleta               | Nacionalidade | Tempo | Pontos | Notas |
| ------- | ------- | -------------------- | ------------- | ----- | ------ | ----- |
| 1       | 2       | Jérémy Lelievre      | França        | 6.84  | 940    |       |
| 2       | 2       | Dominik Distelberger | Áustria       | 6.86  | 933    |       |
| 3       | 2       | Eelco Sintnicolaas   | Países Baixos | 6.88  | 925    |       |
| 4       | 2       | Artem Lukyanenko     | Rússia        | 6.90  | 918    |       |
| 5       | 1       | Mihail Dudaš         | Sérvia        | 6.91  | 915    |       |
| 6       | 2       | Kaarel Jõeväli       | Estónia       | 6.93  | 907    |       |
| 7       | 2       | Pelle Rietveld       | Países Baixos | 6.95  | 900    |       |
| 8       | 1       | Petter Olson         | Suécia        | 6.98  | 889    |       |
| 9       | 1       | Fabian Rosenquist    | Suécia        | 7.00  | 882    |       |
| 10      | 1       | Ilya Shkurenev       | Rússia        | 7.05  | 865    |       |
| 11      | 2       | Attila Szabó         | Hungria       | 7.06  | 861    |       |
| 12      | 1       | Adam Helcelet        | Chéquia       | 7.07  | 858    |       |
| 13      | 2       | Tiago Marto          | Portugal      | 7.09  | 851    |       |
| 14      | 1       | Kevin Mayer          | França        | 7.10  | 847    |       |
| 15      | 1       | Mikk Pahapill        | Estónia       | 7.16  | 826    |       |

### Salto em distância
A prova ocorreu dia 2 de março ás 13:45.
| Posição | Atleta               | Nacionalidade | #1   | #2   | #3   | Resultados | Pontos | Notas | Total |
| ------- | -------------------- | ------------- | ---- | ---- | ---- | ---------- | ------ | ----- | ----- |
| 1       | Kaarel Jõeväli       | Estónia       | 7.01 | 7.36 | 7.67 | 7.67       | 977    |       | 1884  |
| 2       | Eelco Sintnicolaas   | Países Baixos | 7.50 | 7.61 | x    | 7.61       | 962    |       | 1887  |
| 3       | Mihail Dudaš         | Sérvia        | 7.37 | 7.55 | 7.32 | 7.55       | 947    |       | 1862  |
| 4       | Kevin Mayer          | França        | 7.31 | 7.36 | 7.54 | 7.54       | 945    |       | 1792  |
| 5       | Fabian Rosenquist    | Suécia        | 7.37 | 7.53 | 7.45 | 7.53       | 942    |       | 1824  |
| 6       | Adam Helcelet        | Chéquia       | 7.10 | 7.24 | 7.49 | 7.49       | 932    |       | 1790  |
| 7       | Dominik Distelberger | Áustria       | 7.44 | 7.35 | 7.48 | 7.48       | 930    |       | 1863  |
| 8       | Ilya Shkurenev       | Rússia        | 7.04 | 7.36 | 7.33 | 7.36       | 900    |       | 1765  |
| 9       | Jérémy Lelievre      | França        | 7.04 | 7.25 | 7.13 | 7.25       | 874    |       | 1814  |
| 10      | Pelle Rietveld       | Países Baixos | 7.09 | 7.22 | 7.09 | 7.22       | 866    |       | 1766  |
| 11      | Artem Lukyanenko     | Rússia        | 7.06 | 7.19 | 7.20 | 7.20       | 862    |       | 1780  |
| 12      | Tiago Marto          | Portugal      | 7.12 | 7.03 | 7.17 | 7.17       | 854    |       | 1705  |
| 13      | Petter Olson         | Suécia        | 6.88 | x    | 6.93 | 6.93       | 797    |       | 1686  |
| 14      | Mikk Pahapill        | Estónia       | 6.92 | x    | x    | 6.92       | 795    |       | 1621  |
| 15      | Attila Szabó         | Hungria       | 6.85 | 6.75 | 6.89 | 6.89       | 788    |       | 1649  |

### Arremesso de peso
A prova ocorreu dia 2 de março ás 16:50.

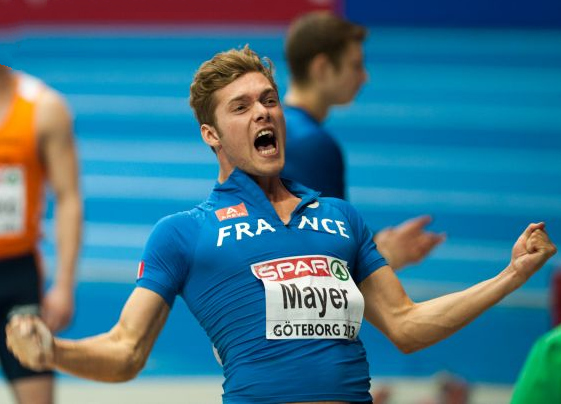
Kevin Mayer, terminou em primeiro lugar no arremesso de peso e em segundo no geral.

| Posição | Atleta               | Nacionalidade | #1    | #2    | #3    | Resultados | Pontos | Notas | Total |
| ------- | -------------------- | ------------- | ----- | ----- | ----- | ---------- | ------ | ----- | ----- |
| 1       | Kevin Mayer          | França        | 14.70 | 15.16 | –     | 15.16      | 800    |       | 2592  |
| 2       | Mikk Pahapill        | Estónia       | 14.33 | 14.54 | 15.05 | 15.05      | 793    |       | 2414  |
| 3       | Jérémy Lelievre      | França        | 14.91 | x     | 14.95 | 14.95      | 787    |       | 2601  |
| 4       | Artem Lukyanenko     | Rússia        | 14.18 | 14.81 | x     | 14.81      | 778    |       | 2558  |
| 5       | Adam Helcelet        | Chéquia       | x     | 14.48 | x     | 14.48      | 758    |       | 2548  |
| 6       | Tiago Marto          | Portugal      | 13.33 | 13.46 | 14.21 | 14.21      | 741    |       | 2446  |
| 7       | Mihail Dudaš         | Sérvia        | 14.02 | 13.91 | 14.12 | 14.12      | 736    |       | 2598  |
| 8       | Eelco Sintnicolaas   | Países Baixos | 13.75 | x     | 14.11 | 14.11      | 735    |       | 2622  |
| 9       | Kaarel Jõeväli       | Estónia       | 13.91 | 13.64 | x     | 13.91      | 723    |       | 2607  |
| 10      | Pelle Rietveld       | Países Baixos | x     | x     | 13.79 | 13.79      | 715    |       | 2481  |
| 11      | Ilya Shkurenev       | Rússia        | 13.16 | 13.16 | 13.54 | 13.54      | 700    |       | 2465  |
| 12      | Petter Olson         | Suécia        | 12.66 | 13.37 | 13.21 | 13.37      | 690    |       | 2376  |
| 13      | Fabian Rosenquist    | Suécia        | 13.24 | 12.87 | 12.97 | 13.24      | 682    |       | 2506  |
| 14      | Dominik Distelberger | Áustria       | 12.04 | 12.88 | 12.76 | 12.88      | 660    |       | 2523  |
| 15      | Attila Szabó         | Hungria       |       |       |       | DNS        | 0      |       | DNF   |

### Salto em altura
A prova ocorreu dia 2 de março ás 18:00.
| Posição | Atleta               | Nacionalidade | 1.81 | 1.84 | 1.87 | 1.90 | 1.93 | 1.96 | 1.99 | 2.02 | 2.05 | 2.08 | 2.11 | Resultados | Pontos | Notas | Total |
| ------- | -------------------- | ------------- | ---- | ---- | ---- | ---- | ---- | ---- | ---- | ---- | ---- | ---- | ---- | ---------- | ------ | ----- | ----- |
| 1       | Mihail Dudaš         | Sérvia        | –    | o    | –    | o    | –    | o    | xxo  | xo   | o    | xxo  | x–   | 2.08       | 878    |       | 3476  |
| 2       | Kevin Mayer          | França        | –    | –    | –    | o    | –    | xo   | o    | xo   | o    | xxx  |      | 2.05       | 850    |       | 3442  |
| 3       | Ilya Shkurenev       | Rússia        | –    | –    | –    | o    | o    | o    | o    | xo   | xo   | xxx  |      | 2.05       | 850    |       | 3315  |
| 4       | Adam Helcelet        | Chéquia       | –    | –    | –    | o    | –    | o    | xxo  | o    | xxx  |      |      | 2.02       | 822    |       | 3370  |
| 5       | Fabian Rosenquist    | Suécia        | o    | –    | o    | o    | o    | o    | o    | xo   | xxx  |      |      | 2.02       | 822    |       | 3328  |
| 6       | Petter Olson         | Suécia        | –    | o    | o    | o    | o    | o    | xo   | xo   | xxx  |      |      | 2.02       | 822    |       | 3198  |
| 7       | Eelco Sintnicolaas   | Países Baixos | –    | o    | –    | o    | –    | xo   | o    | xxo  | xxx  |      |      | 2.02       | 822    |       | 3444  |
| 8       | Mikk Pahapill        | Estónia       | –    | –    | –    | –    | o    | xo   | xo   | xxx  |      |      |      | 1.99       | 794    |       | 3208  |
| 9       | Kaarel Jõeväli       | Estónia       | –    | –    | –    | o    | –    | o    | xxx  |      |      |      |      | 1.96       | 767    |       | 3374  |
| 10      | Artem Lukyanenko     | Rússia        | –    | xo   | o    | o    | xxo  | xxo  | xxx  |      |      |      |      | 1.96       | 767    |       | 3325  |
| 11      | Pelle Rietveld       | Países Baixos | o    | o    | o    | o    | xxx  |      |      |      |      |      |      | 1.90       | 714    |       | 3195  |
| 12      | Dominik Distelberger | Áustria       | –    | xo   | o    | o    | xxx  |      |      |      |      |      |      | 1.90       | 714    |       | 3237  |
| 12      | Tiago Marto          | Portugal      | o    | o    | xo   | o    | xxx  |      |      |      |      |      |      | 1.90       | 714    |       | 3160  |
| 13      | Jérémy Lelievre      | França        | o    | –    | xo   | xxx  |      |      |      |      |      |      |      | 1.87       | 687    |       | 3288  |

### 60 metros com barreiras
A prova ocorreu dia 3 de março ás 11:00.
| Posição | Bateria | Atleta               | Nacionalidade | Tempo | Pontos | Notas | Total |
| ------- | ------- | -------------------- | ------------- | ----- | ------ | ----- | ----- |
| 1       | 2       | Eelco Sintnicolaas   | Países Baixos | 7.91  | 1005   |       | 4449  |
| 2       | 2       | Pelle Rietveld       | Países Baixos | 7.93  | 999    |       | 4194  |
| 3       | 2       | Artem Lukyanenko     | Rússia        | 7.93  | 999    |       | 4324  |
| 4       | 1       | Kevin Mayer          | França        | 8.01  | 979    |       | 4421  |
| 5       | 2       | Dominik Distelberger | Áustria       | 8.03  | 974    |       | 4211  |
| 6       | 2       | Adam Helcelet        | Chéquia       | 8.06  | 967    |       | 4337  |
| 7       | 1       | Petter Olson         | Suécia        | 8.11  | 954    |       | 4152  |
| 8       | 1       | Mihail Dudaš         | Sérvia        | 8.13  | 949    |       | 4425  |
| 9       | 1       | Kaarel Jõeväli       | Estónia       | 8.16  | 942    |       | 4316  |
| 10      | 2       | Ilya Shkurenev       | Rússia        | 8.22  | 927    |       | 4242  |
| 11      | 2       | Tiago Marto          | Portugal      | 8.23  | 925    |       | 4085  |
| 12      | 1       | Jérémy Lelievre      | França        | 8.27  | 915    |       | 4203  |
| 13      | 1       | Fabian Rosenquist    | Suécia        | 8.30  | 908    |       | 4236  |
| 14      | 1       | Mikk Pahapill        | Estónia       | 8.51  | 858    |       | 4066  |

### Salto com vara
A prova ocorreu dia 3 de março ás 11:58.
| Posição | Atleta               | Nacionalidade | 3.80 | 4.00 | 4.10 | 4.20 | 4.30 | 4.40 | 4.50 | 4.60 | 4.70 | 4.80 | 4.90 | 5.00 | 5.10 | 5.20 | 5.30 | 5.40 | 5.50 | Resultados | Pontos | Notas | Total |
| ------- | -------------------- | ------------- | ---- | ---- | ---- | ---- | ---- | ---- | ---- | ---- | ---- | ---- | ---- | ---- | ---- | ---- | ---- | ---- | ---- | ---------- | ------ | ----- | ----- |
| 1       | Eelco Sintnicolaas   | Países Baixos | –    | –    | –    | –    | –    | –    | –    | –    | –    | –    | –    | –    | o    | –    | o    | o    | xxx  | 5.40       | 1035   |       | 5484  |
| 2       | Kevin Mayer          | França        | –    | –    | –    | –    | –    | –    | –    | –    | xo   | –    | o    | –    | o    | xo   | xxx  |      |      | 5.20       | 972    |       | 5393  |
| 3       | Ilya Shkurenev       | Rússia        | –    | –    | –    | –    | –    | –    | –    | o    | –    | o    | xo   | xxo  | o    | xxo  | xxx  |      |      | 5.20       | 972    |       | 5214  |
| 4       | Adam Helcelet        | Chéquia       | –    | –    | –    | –    | –    | –    | o    | o    | o    | xxo  | o    | o    | xxx  |      |      |      |      | 5.00       | 910    |       | 5247  |
| 5       | Pelle Rietveld       | Países Baixos | –    | –    | –    | –    | –    | –    | –    | o    | –    | o    | xxx  |      |      |      |      |      |      | 4.80       | 849    |       | 5043  |
| 6       | Dominik Distelberger | Áustria       | –    | –    | –    | –    | –    | o    | –    | –    | –    | xo   | xxx  |      |      |      |      |      |      | 4.80       | 849    |       | 5060  |
| 7       | Fabian Rosenquist    | Suécia        | –    | –    | o    | –    | o    | xo   | xo   | o    | o    | xo   | xxx  |      |      |      |      |      |      | 4.80       | 849    |       | 5085  |
| 8       | Artem Lukyanenko     | Rússia        | –    | –    | –    | –    | –    | –    | –    | o    | o    | xxx  |      |      |      |      |      |      |      | 4.70       | 819    |       | 5143  |
| 9       | Kaarel Jõeväli       | Estónia       | –    | –    | –    | –    | o    | xo   | o    | xo   | o    | xxx  |      |      |      |      |      |      |      | 4.70       | 819    |       | 5135  |
| 10      | Tiago Marto          | Portugal      | –    | o    | –    | o    | –    | o    | xo   | o    | xo   | xxx  |      |      |      |      |      |      |      | 4.70       | 819    |       | 4904  |
| 11      | Mihail Dudaš         | Sérvia        | –    | –    | –    | –    | –    | o    | –    | o    | xxx  |      |      |      |      |      |      |      |      | 4.60       | 790    |       | 5215  |
| 12      | Jérémy Lelievre      | França        | –    | –    | –    | xxx  |      |      |      |      |      |      |      |      |      |      |      |      |      | NM         | 0      |       | 4203  |
| 12      | Petter Olson         | Suécia        | x–   |      |      |      |      |      |      |      |      |      |      |      |      |      |      |      |      | NM         | 0      |       | 4152  |
| 13      | Mikk Pahapill        | Estónia       |      |      |      |      |      |      |      |      |      |      |      |      |      |      |      |      |      | DNS        | 0      |       | DNF   |

### 1000 metros
A prova ocorreu dia 3 de março ás 17:45.

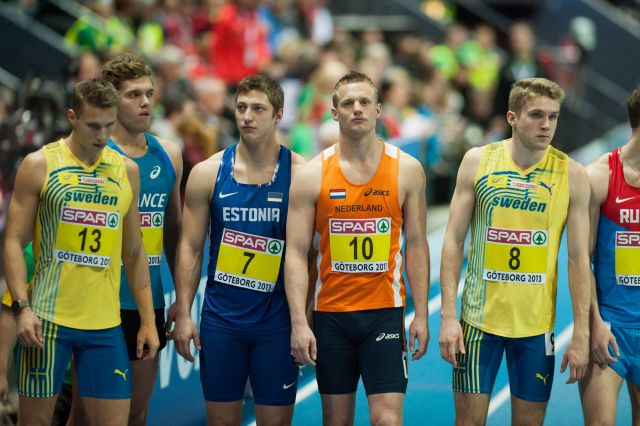
Da esquerda para a direita: Petter Olson, Kevin Mayer, Kaarel Jõeväli, Pelle Rietveld, Fabian Rosenquist

| Posição | Atleta               | Nacionalidade | Tempo   | Pontos | Notas                |
| ------- | -------------------- | ------------- | ------- | ------ | -------------------- |
| 1       | Jérémy Lelievre      | França        | 2:36.83 | 909    |                      |
| 2       | Kevin Mayer          | França        | 2:37.30 | 904    | Recorde pessoal      |
| 3       | Fabian Rosenquist    | Suécia        | 2:38.14 | 894    | Recorde pessoal      |
| 4       | Eelco Sintnicolaas   | Países Baixos | 2:38.73 | 888    | Recorde da temporada |
| 5       | Mihail Dudaš         | Sérvia        | 2:39.04 | 884    | Recorde pessoal      |
| 6       | Pelle Rietveld       | Países Baixos | 2:40.98 | 863    | Recorde pessoal      |
| 7       | Adam Helcelet        | Chéquia       | 2:42.26 | 848    | Recorde pessoal      |
| 8       | Artem Lukyanenko     | Rússia        | 2:45.79 | 810    |                      |
| 9       | Ilya Shkurenev       | Rússia        | 2:46.36 | 804    |                      |
| 10      | Petter Olson         | Suécia        | 2:48.50 | 781    |                      |
| 11      | Tiago Marto          | Portugal      | 2:48.97 | 776    |                      |
| 12      | Kaarel Jõeväli       | Estónia       | 2:55.80 | 706    |                      |
| 13      | Dominik Distelberger | Áustria       | 3:10.74 | 563    |                      |

### Classificação final

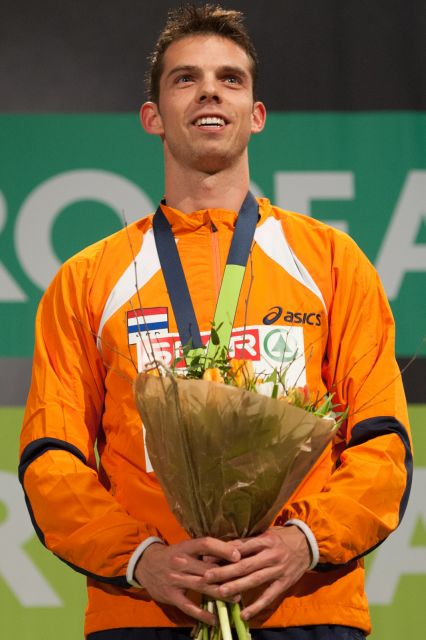
Medalhista de ouro, Eelco Sintnicolaas

| Posição           | Atleta               | Nacionalidade | Pontos | Notas            |
| ----------------- | -------------------- | ------------- | ------ | ---------------- |
| Medalha de ouro   | Eelco Sintnicolaas   | Países Baixos | 6372   | ,                |
| Medalha de prata  | Kevin Mayer          | França        | 6297   | Recorde pessoal  |
| Medalha de bronze | Mihail Dudaš         | Sérvia        | 6099   | Recorde nacional |
| 4                 | Adam Helcelet        | Chéquia       | 6095   | Recorde pessoal  |
| 5                 | Ilya Shkurenev       | Rússia        | 6018   | Recorde pessoal  |
| 6                 | Fabian Rosenquist    | Suécia        | 5979   | Recorde pessoal  |
| 7                 | Artem Lukyanenko     | Rússia        | 5953   |                  |
| 8                 | Pelle Rietveld       | Países Baixos | 5906   | Recorde pessoal  |
| 9                 | Kaarel Jõeväli       | Estónia       | 5841   |                  |
| 10                | Tiago Marto          | Portugal      | 5680   |                  |
| 11                | Dominik Distelberger | Áustria       | 5623   |                  |
| 12                | Jérémy Lelievre      | França        | 5112   |                  |
| 13                | Petter Olson         | Suécia        | 4933   |                  |
| 14                | Mikk Pahapill        | Estónia       | DNF    |                  |
| 15                | Attila Szabó         | Hungria       | DNF    |                  |

Legenda
| Recorde mundial       | Recorde mundial (World record)               |                       | Recorde africano                      | Recorde africano (African) |                                           | Q | Classificado por posição (Qualified) |
| Recorde do campeonato | Recorde do campeonato (Championship record)  | Recorde da América    | Recorde da América (Americas)         | q                          | Classificado por melhor tempo (Qualified) |   |                                      |
| Melhor marca do ano   | Melhor marca do ano (World leading)          | Recorde asiático      | Recorde asiático (Asian)              | DNS                        | Não largou (Did not start)                |   |                                      |
| Recorde nacional      | Recorde nacional (National record)           | Recorde europeu       | Recorde europeu (European)            | DNF                        | Não terminou (Did not finish)             |   |                                      |
| Recorde pessoal       | Recorde pessoal do atleta (Personal best)    | Recorde da Oceania    | Recorde da Oceania (Oceania)          | DSQ / DQ                   | Desclassificado (Disqualified)            |   |                                      |
| Recorde da temporada  | Recorde da temporada do atleta (Season best) | Recorde sul-americano | Recorde sul-americano (South America) | NM                         | Sem marca (No mark)                       |   |                                      |